# هارولد لین (ورزشکار)
هارولد لین (انگلیسی: Harold Lane; ۱۶ مارس ۱۸۹۵ – ۲۴ ژوئن ۱۹۷۲) قایقران روئینگ اهل بریتانیا بود.